# Coloburella linnaniemii
Coloburella linnaniemii is een springstaartensoort uit de familie van de Isotomidae. De wetenschappelijke naam van de soort is voor het eerst geldig gepubliceerd in 1926 door Denis.